# 何豸
何豸（1564年—1604年），號一玄，廣東廣州府番禺县軍籍，順德縣人。明朝政治人物、易一房進士出身。

## 生平
嘉靖甲子（1564年）九月初十日生。萬曆十三年（1585年）乙酉科廣東鄉試解元，十七年（1589年）登己丑科三甲245名進士，本年十月养病。十九年十月授浙江嘉兴县知县，二十一年丁憂。二十四年補官颍上县知县，再丁憂。三十年補任清丰县知县，三十二年升刑部主事，本年卒。

## 家族
父何紹異，冠带乡宾。